# Vera Mújina
Vera Ignátievna Mújina (ruso: Вéра Игнáтьевна Му́хина; letón: Vera Muhina; Riga, 19 de juniojul./ 1 de julio de 1889greg. - Moscú, 6 de octubre de 1953) fue una destacada escultora soviética.

## Biografía
Nacida en Riga, en una familia de comerciantes adinerados, vivió en la calle Turguéneva,  23/25. En memoria a esto, una placa conmemorativa fue colocada en esta casa. Luego, se mudó a Moscú, donde estudió en distintos colegios de arte, inculyendo el de Konstantín Yuón y el de Ilya Mashkov. En 1912 se trasladó a París, para asistir a la Académie de la Grande Chaumière, tomando clase de Emile-Antoine Bourdelle desde 1912 hasta 1914. Interesada por el modernismo francés,conoció a escultores como Jacques Lipchitz. Luego, fue a Italia a explorar el arte y las esculturas del renacimiento.
Miembro de la Academia de las Artes de la Unión Soviética desde 1947, su obra se enmarca dentro de realismo socialista, corriente artística ligada a la URSS y otros países socialistas.
En 1918 se casó con Alekséi Zamkov, un cirujano militar. Murió el 6 de octubre de 1953 víctima de una angina de pecho.

## Obras
Su célebre gran estatua El obrero y la koljosiana, que adornaba el pabellón soviético en la Exposición Internacional de París de 1937, se encuentra actualmente en el Centro Panruso de Exposiciones de Moscú.
Otras de sus obras son:
- Mujer campesina (1927), figura de bronce, en la Galería Tretyakov de Moscú.[9]
- Fertilidad (1934), y Pan (1939), ambas en el Parque de la Amistad, Moscú.
- tres figuras del tejado del Teatro de Invierno en Sochi, 1937.
- La madre llorando en el grupo monumental Pedimos paz (1950–1951). Mujina fue la coordinadora de los otros artistas para este proyecto.
- Monumento a Maxim Gorky (1952) en Nizhny Novgorod.
- La estatua de Tchaikovsky delante del Conservatorio de Moscú.
- La figura de la Paz, con una paloma (1954), para el planetario de Volgogrado.